# Enzo Pérez
Enzo Nicolás Pérez conegut simplement com a Enzo Pérez (nascut el 22 de febrer de 1986) és un jugador professional de futbol argentí que juga com a migcampista al River Plate i a la selecció Argentina.